# 홍예성
홍예성(1996년 ~)은 대한민국의 가수이다. 2020년 싱글 《남자 없으면 어때》로 데뷔했다.

## 방송
- 내일은 미스터트롯 (2020) - Top101 https://tv.naver.com/v/11827526
- 아침마당 (2021) https://tv.naver.com/v/24337589
- 불타는 트롯맨 (2022) - Top100

## 음반

### 싱글
| 유형 | 발매일         | 앨범표지 | 앨범명           | 타이틀명         | 비고 |
| ---- | -------------- | -------- | ---------------- | ---------------- | ---- |
| 싱글 | 2020년 4월 3일 |          | 남자 없으면 어때 | 남자 없으면 어때 |      |
| 싱글 | 2025년 1월 1일 |          | 그물             | 그물             |      |

## 수상
- 2019 밀양강변가요제 우수상
- 제16회 현인가요제 고향만리상
- KNN 유랑극단 대상
- 제18회 김해가요제 금상
- 제8회 한가위 김해시민 노래자랑 금상
- 대한가수협회 김해시지부 지부장 표창
- 제6회 김해만장대전국가요제 금상
- 2021 대한민국 예술문화대상 대상